# 葛洪
葛洪（283年—343年），字稚川，号抱朴子，人称葛仙翁，丹阳句容（今属江苏）人，晋朝陰陽家，医学家、博物学家和制药化学家，炼丹术家，道教人士。他在中国哲学史、医药学史以及科学史上都有很高的地位。相傳《靈寶經》內中經文，為葛玄傳給鄭隱，鄭隱傳給葛洪，後轉傳予葛巢父。

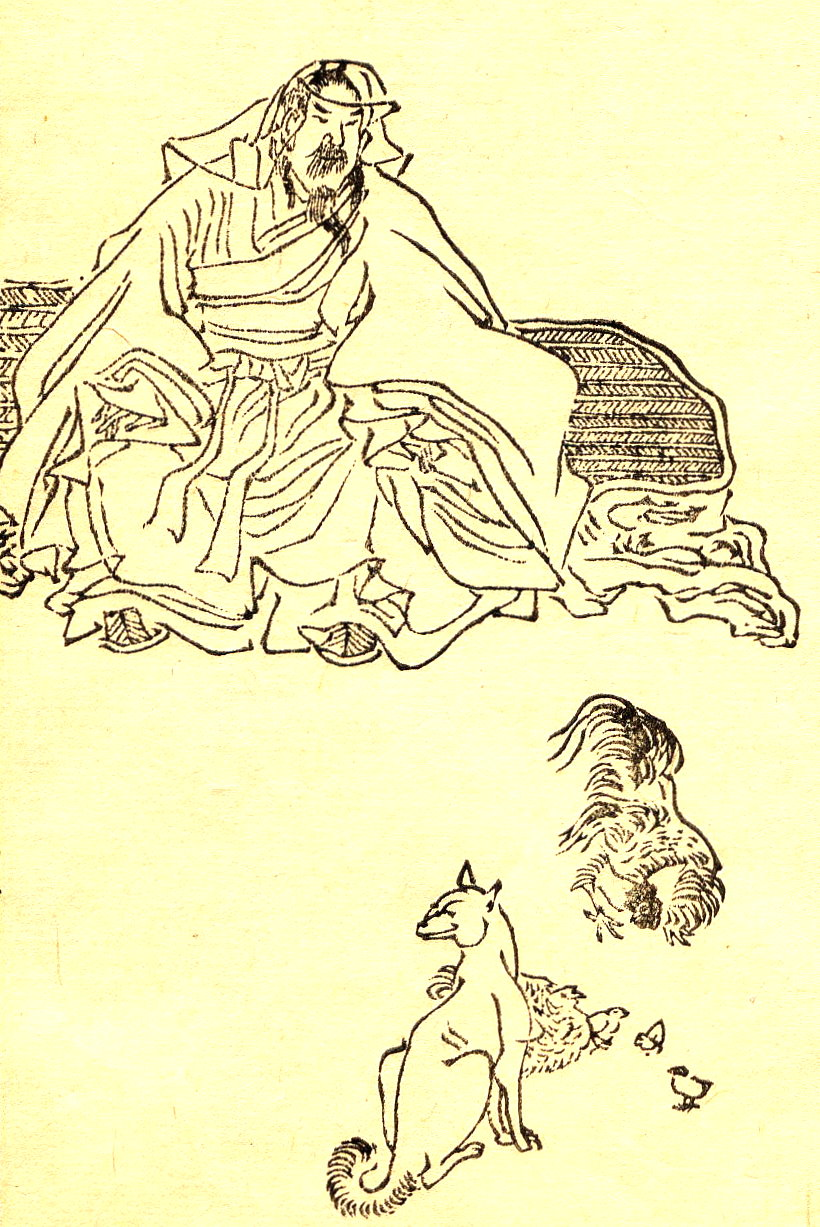
清任熊《列仙酒牌》中的葛洪

## 生平
葛洪283年生于句容县，家中原為三國吳國門閥。其祖葛奚曾經在孫吳擔任大鴻臚，叔祖父是三国时方士葛玄（亦稱葛仙翁），他曾跟隨左慈學習鍊丹及長生術，是南方的道教領袖。父親葛悌，入晉後，曾為邵陵郡太守。葛洪是家中第三子，13岁时，父亲去世，家道中落。他生性寡欲，不好荣利，穷览典籍，尤好神仙导引之法。他本来想成为一个儒者，博览了经史子集，但是后来对神仙导引之法产生了兴趣，师从葛玄弟子郑隐学习炼丹术。
他取字稚川，别号抱朴子，以示抱樸守質，不为物欲所诱惑之志。
西晋太安二年（303年），葛洪参加了平息在扬州石冰领导的农民起义有功，被任命为伏波将军，又赐关内侯。
晉惠帝光熙元年（306年），鎮南將軍劉弘任命嵇含為廣州刺史，嵇含推薦葛洪當他的參軍。葛洪先至廣州，但嵇含遇害後，他遂至羅浮山隱居。在广州多年感到“荣位势利，譬如寄客既非常物，又去其不可留也。”（《抱朴子外篇·自叙》），于是隐居于广东省罗浮山中采药，炼丹，对许多病例做了非常细致的观察。
后葛洪拜南海太守鮑靚為師，学习炼丹术，受《石室三皇文》。又娶鮑靚之女，擅长灸法的鮑姑为妻。

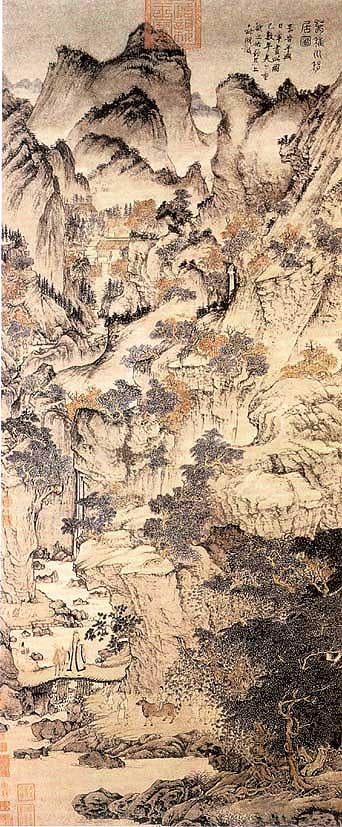
《葛稚川移居圖》，王蒙繪。葛稚川即葛洪。

愍帝建興二年〈313年〉，葛洪回到鄉里，但仍然隱居不仕。晉元帝建武元年〈317年〉，寫成《抱朴子》內外篇。
成帝咸和元年（326年），受王導之召，補州主簿，後遷諮議將軍。咸和六年（331年），广州刺史邓岳表葛洪为东官太守，辞不就。咸和七年，聽说交趾郡（今越南）出产丹砂，向成帝要求出任句屚县令，得到成帝的同意，遂舉家南行。至廣州時，刺史鄧嶽將他留下，葛洪於是隱居在羅浮山煉丹。最後在此過世。
葛洪晚年在杭州葛岭（葛岭因此得名）结庐炼丹，现当地仍有抱朴道院，殿内正中供奉葛洪祖师像。

### 卒年
葛洪的壽命跟生卒年份有三種說法。
- 第一說，《晉書》〈葛洪傳〉說他年八十一歲，據此，他卒于东晋兴宁元年（363年）。葛洪所著《神仙傳》中曾記載，平仲節于晉穆帝永和元年（345年）五月一日去世，因此葛洪去世應晚於345年，可作旁證。
- 第二個說法來自《太平寰宇記》引袁彥伯《羅浮記》稱，葛洪卒時年六十一，亦即東晉康帝建元元年（343年）。《晉書》〈葛洪傳〉記載，他曾在死前致書邓岳，自稱將遠行，鄧岳前往時他已經過世[4]。據清萬斯同的《東晉方鎮年表》，鄧岳卒於建元二年（344年），據此說，葛洪應卒於建元元年（343年）。
- 第三個說法是民國錢穆作《葛洪年歷》，考訂葛洪年紀應不到六十歲。

## 著作

### 道書

#### 抱朴子

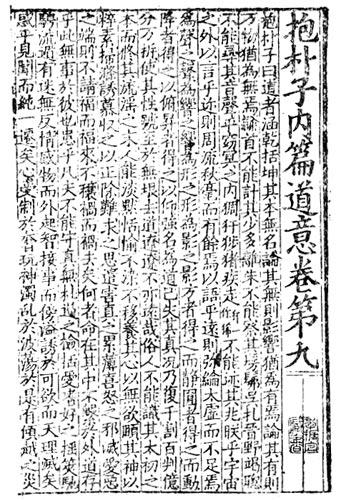
《抱朴子》内篇，宋绍兴二十二年临安府荣六郎书籍铺刻本

《抱朴子》内篇言“神仙方药、鬼怪变化、养生延年、禳邪却货之事”，并具体记载了炼丹方法，为现存历史时期较早的炼丹术著作；外篇言“人间得失、世事臧否”。思想基本上是以神仙养生为内，儒术应世为外。

### 醫書

#### 肘後方
《肘后救卒方》共八卷70篇，為中醫方劑學名著。

### 其他作品

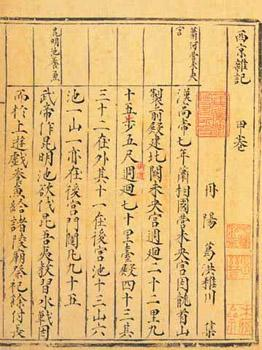
《西京杂记》

他的其他著作，留下的有《梦林玄解》和《神仙传》等，其他大多数著作都已失传。

## 影響
他一生的主要活动是从事炼丹和医学，既是一位儒道合一的宗教理论家，又是一位从事炼丹和医疗活动的医学家。葛洪敢于“疑古”，反对“贵远贱今”，强调创新，认为“古书虽多，未必尽善”，并在实际的行医、炼丹活动中，坚持贯彻重视实验的思想，这对于他在医学上的贡献是十分重要的。葛洪阅读大量医书，并注重分析与研究，在行医实践中，总结治疗心得并搜集民间医疗经验，以此为基础，完成了百卷著作《玉函方》。由于卷帙浩繁，难于携带检索，便将其中有关临床常见疾病、急病及其治疗等摘要简编而成《肘后救卒方》3卷，使医者便于携带，以应临床急救检索之需，故此书堪称中医史上第一部临床急救手册。
他对以前關於神仙的觀念进行了总结，試圖证明神仙长生的实存性，在道教历史上有极其重要的意义。
他是第一个将狂犬的脑子敷在狂犬病人伤口上来医治狂犬病的人。並且，他提出用青蒿（黃花蒿）來醫治瘧疾。後來屠呦呦等人就是被他的《肘後備急方》啓發，而想到不應該用高溫提取青蒿素，最終成功。他在《肘後備急方》中亦記載到用硫磺、柳樹葉等醫治瘡。
葛洪對化學頗有研究。他发现了汞的氧化还原反应。他亦發現膽礬（五水合硫酸銅）能化金銅，即硫酸銅加鐵置換出銅的氧化還原反應。
宁波小灵峰寺有一座葛仙殿，葛仙殿供奉的是葛洪的塑像。东晋咸和二年（327年），葛洪来到这里炼丹。在他隐居灵峰山的时候，瘟疫流行，葛洪广采草药，制药布施，使众多百姓起死回生。每年阴历正月初一到初十是灵峰寺香火最旺的日子，因为传说中初十是葛仙翁的生日，人们纷纷来到这里纪念这位悬壶济世的仙人。

## 延伸阅读
[在维基数据编辑]
 在维基文库阅读此作者作品（ 在维基共享资源阅览影像、分类）
 《晉書/卷072》，出自房玄齡《晉書》